# Esraj
Esraj är ett indiskt musikinstrument ett slags korsning mellan både sitar och sarang. Instrumentet är ett stråkinstrument och har mycket stora likheter med dilruba och mayuri vina. Instrumentet har 18 strängar disponerade som en sitar, och med liknande stämning - det vill säga det finns melodisträngar, bordunsträngar och resonanssträngar. Greppbrädan har halvtonsband där man liksom hos sitar utelämnat ovanligare toner för att spelaren skall hitta rätt på greppbrädan.